# Ngũ Phong, Tân Trúc

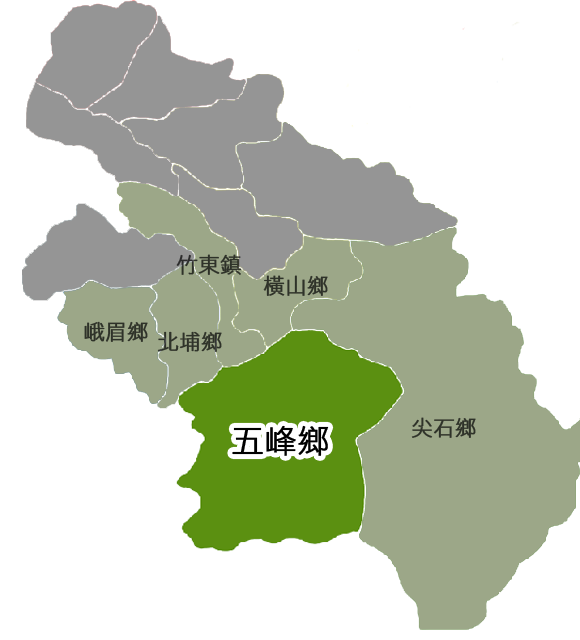
Vị trí tại Tân Trúc (màu xanh đậm)

Ngũ Phong (tiếng Trung: 五峰鄉; bính âm: Wǔfēng Xiāng) là một hương (xã) của huyện Tân Trúc, tỉnh Đài Loan, Trung Hoa Dân Quốc (Đài Loan). Hương có địa hình đồi núi cao và có số dân ít nhất tại huyện Tân Trúc. Tổng diện tích của hương là 227,7272 km², dân số vào tháng 8 năm 2011 là 4.654 người thuộc 1.732 hộ gia đình, mật độ cư trú đạt 20,4 người/km². Dân số của Ngũ Phong là các bộ tộc thổ dân Đài Loan.